# هارون لوي
هارون لوي هو مدرب تزلج فني ‏ كندي، ولد في 12 أكتوبر 1974 في فانكوفر في كندا.

## وصلات خارجية
- هارون لوي على موقع الاتحاد الدولي للتزلج (الإنجليزية)
- هارون لوي على موقع اللجنة الأولمبية الدولية (الإنجليزية)
- هارون لوي على موقع أوليمبيديا (الإنجليزية)
- هارون لوي على موقع اللجنة الأولمبية الكندية (الإنجليزية)